# Athina Onassis
Athina Hélène Onassis-Miranda, född 29 januari 1985 i Neuilly-sur-Seine, Frankrike, är ryttare och en av världens rikaste kvinnor.

## Biografi

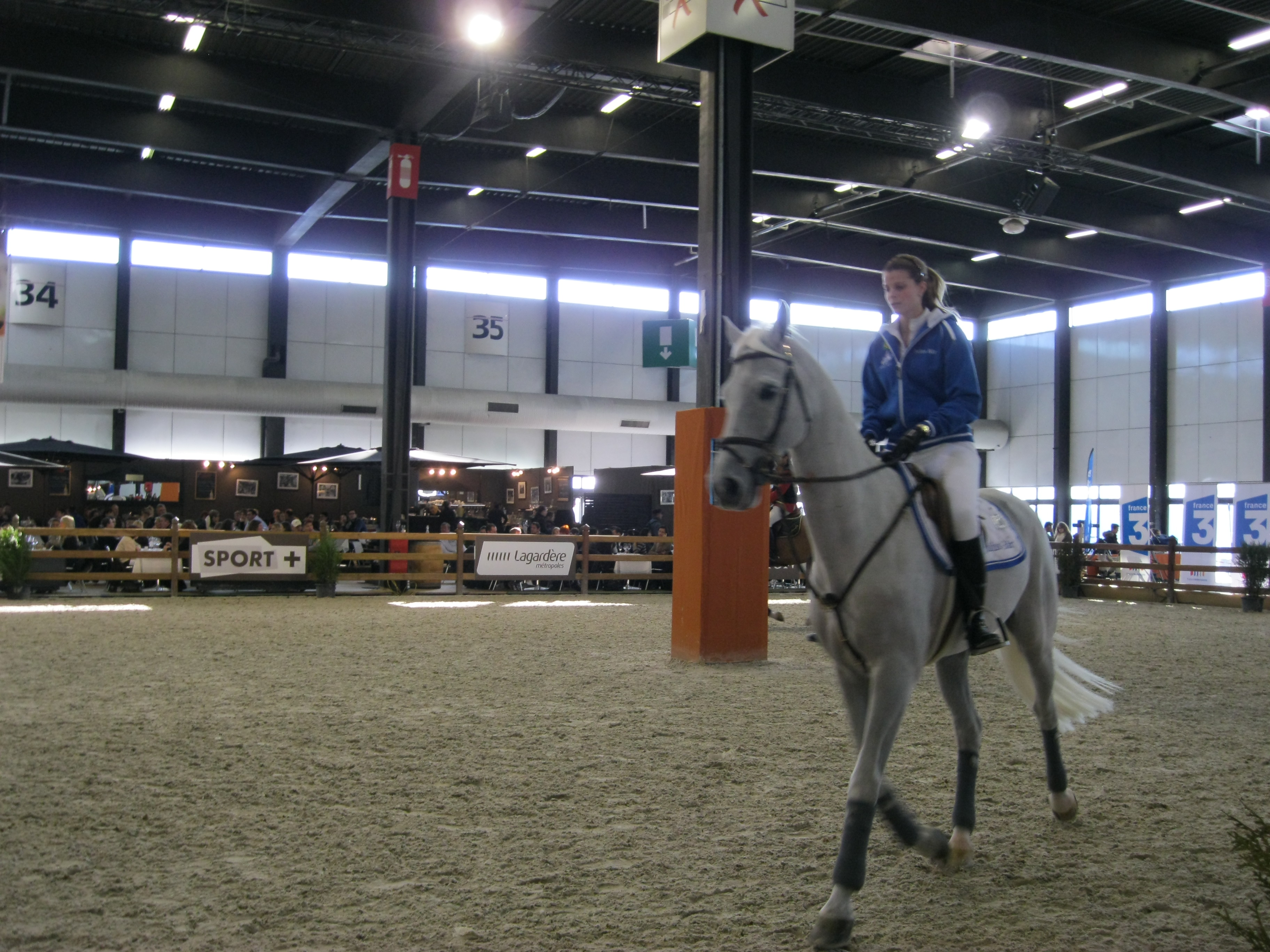
Athina Onassis 2012.

Onassis-Miranda är dotter till Christina Onassis och Thierry Roussel och en av världens rikaste kvinnor eftersom hon ärvde sin morfars, den grekiske skeppsredaren Aristoteles Onassis, förmögenhet. En obekräftad värdering 2003 uppgick till 90 miljarder kronor.
Onassis är aktiv inom hästhoppning och 2005 gifte hon sig med den brasilianske hoppryttaren Álvaro Miranda Neto. Vid bröllopet i São Paulo, som övervakades av 400 säkerhetsvakter, bar hon en klänning designad av Valentino.. Paret separerade 2016.